# NSB Skb 3
Der Schienentraktor der Baureihe Skb 3 wurde ab 1934 von Norges Statsbaner (deutsch Norwegische Staatsbahnen) in Norwegen eingesetzt. Die von der NSB Verkstedet Kongsvinger in Kongsvinger hergestellte Kleinlokomotive wurde für kleinere Transportaufgaben und zum Rangieren auf Anschlussbahnen und in den Bahnhöfen verwendet.

## Geschichte
Die NSB Sk 3 entstand 1934 in der Werkstatt der NSB in Kongsvinger. Grundlage für den Bau war ein Untergestell eines Güterwagens, das mit einem Benzinmotor ausgerüstet wurde, der eine Achse antrieb. Für den Lokführer wurde ein kleines Führerhaus angebracht.

## NSB Skb 203
Eine Neunummerierung aller Fahrzeugbaureihen der Norwegischen Staatsbahnen erfolgte 1936. Das als Sk 3 (= Skiftetraktor) bezeichnete Fahrzeug wurde aber erst etwa 1942 mit der neuen Bezeichnung Skb 203 (= Skiftetraktor bensinmotor) versehen.

## Verbleib
Die Lok wurde vor 1956 ausgemustert und anschließend verschrottet.